# ポピュリズム党
ポピュリズム党またはポピュリスト党（英語: the Populist Party, the Populists）は、政治思想としての「ポピュリズム」を掲げた政党。日本では「人民党、大衆党、一般大衆党」などと訳される場合が多い。

## 一覧
政党の正式名称で「ポピュリスト」(Populist)を含めた政党や、政党の通称として広く「ポピュリスト」と呼ばれた政党には以下がある。アメリカ合衆国の人民党(People's Party)(1887-1908、通称 the Populists)が最も有名である。

### アメリカ合衆国
- 国家レベル
  - 人民党(People's Party) (1887-1908) - 急進的な農本主義な政党。通常「ポピュリスト（党）」(the Populists)と呼ばれた。
  - 人民党(People's Party) (1971–1976) - 上記の人民党の影響で「ポピュリスト（党）」と呼ばれる事がある。
  - Populist Party (1984–1996)
  - Populist Party of America (2002-date)
  - American Populist Party (2009-date)
- 州レベル
  - Populist Democratic Viking Party
  - Populist Party of Georgia/People's Party of Georgia
  - Populist Party of Maryland

### フランス
- French Populist Party

### ギリシャ
- Λαїκό Κομμα, Laiko Komma or Laikon Komma - 英語では「People's Party」または「Populist Party」と訳される。

### ポーランド
- National Populist Union

### クロアチア
- Croatian Popular Party

### トルコ
- Halkçı Parti - 英語では「People's Party」または「Populist Party」と訳される。
- Social Democratic Populist Party

### インドネシア
- Indonesian National Populist Fortress Party

### ベトナム
- Vietnam Populist Party